# 고르고사우루스
고르고사우루스(Gorgosaurus)는 백악기 후기 현재의 미국과 캐나다 주변에 생식했던 육식 공룡의 일종이다. 고르고사우루스란 "거친 도마뱀", "사나운 도마뱀"이라는 뜻이다. 죽은 공룡의 시체를 먹고 살았다는 가설로 유명하다. 몸길이는 8~9m에 몸무게는 2~3t에 달한다.
백악기 북아메리카에 살았던 전형적인 알베르토사우루스과 육식 공룡이며, 다스플레토사우루스와 같은 시기에 북아메리카에 공존했다고 여겨진다. 이 두종이 어떻게 같은 지역에서 생태계의 최상위 포식자로 군림했는지는 미지수이지만, 서로의 활동 지역(강가와 숲 등)이나 주요 먹이가 달라 과격한 경쟁을 피했을 것이라는 추측이 있다. 하지만 여전히 서로간의 사소한 마찰은 있었을 것이다.